# Kateřina - mokřad
Kateřina - mokřad este o arie protejată (arie specială de conservare — SAC, sit de importanță comunitară — SCI) din Republica Cehă întinsă pe o suprafață de 9,85 ha, integral pe uscat.

## Localizare
Centrul sitului Kateřina - mokřad este situat la coordonatele 50°39′24″N 13°54′07″E / 50.656667°N 13.901944°E.

## Înființare
Situl Kateřina - mokřad a fost declarat sit de importanță comunitară în aprilie 2005 pentru a proteja 1 specie de animale. Situl a fost protejat și ca arie specială de conservare în iulie 2012.

## Biodiversitate
Situată în ecoregiunea continentală, aria protejată nu include niciun habitat protejat.
La baza desemnării sitului se află o specie protejată de  amfibieni: buhai de baltă cu burta roșie (Bombina bombina).